# Juan Carlos Ares
Juan Carlos Ares (Buenos Aires, 23 de dezembro de 1963) é um clérigo argentino e bispo católico romano de San Carlos de Bariloche .

## Vida
Juan Carlos Ares nasceu no bairro Constitución , em Buenos Aires, e cresceu no bairro de Monserrat, onde se envolveu no trabalho com jovens na paróquia de Nuestra Señora de La Piedad . Ele primeiro frequentou a escola primária da igreja local e depois o Colégio Nacional Juan Martín de Pueyrredón, no distrito de San Telmo . A partir de 1982, Ares estudou filosofia e teologia católica no Seminário Inmaculada Concepción , em Buenos Aires, e na Pontifícia Universidade Católica da Argentina, onde obteve o bacharelado em teologia católica. Ele também fez cursos de pedagogia e educação comunitária. Em 25 de novembro de 1989, ele recebeu o sacramento da ordenação sacerdotal para a Arquidiocese de Buenos Aires no Estádio Luna Park, em Buenos Aires, pelo Arcebispo de Buenos Aires, Juan Carlos Cardeal Aramburu.
Após sua ordenação, Ares trabalhou como vigário paroquial a partir de 1990 e como pároco da paróquia de San Rafael Arcángel no distrito de Villa Real a partir de 1995 , antes de se tornar pároco da paróquia de San Ramón Nonato no distrito de Vélez Sársfield em 2001 . Desde 2010 foi pároco da paróquia de Nuestra Señora de Balvanera no distrito de Balvanera . Ele também atuou como reitor do decanato de Versalles de 1999 a 2001 e de 2008 a 2009 , e como reitor do decanato de Once de 2011.
Além de seu trabalho na pastoral paroquial, Ares trabalhou desde 1993 como assessor do conselho do arcebispo para o departamento da juventude da Ação Católica e de 1998 a 2002 como capelão dos escoteiros no distrito de Villa Devoto . Em 2000, ele também se tornou vice-diretor do departamento de escolas paroquiais e, em 2002, vice-diretor do conselho escolar do arcebispo. A partir de 2012, ele também trabalhou como assessor no departamento de adultos da Ação Católica na Arquidiocese de Buenos Aires. Além disso, Ares foi membro do Conselho Presbiteral (1999-2001; 2008-2010 e a partir de 2011) e do Colégio de Consultores (a partir de 2012), bem como do Conselho para a Educação Católica (a partir de 2002) e da Comissão Arcebispal para a Formação Sacerdotal (a partir de 2011).
Em 17 de novembro de 2014, o Papa Francisco o nomeou Bispo Titular de Cercina e Bispo Auxiliar de Buenos Aires. Foi ordenado bispo pelo Arcebispo de Buenos Aires, Cardeal Mario Aurelio Poli, em 26 de dezembro do mesmo ano na Catedral Metropolitana de Buenos Aires; Os co-consagradores foram o Bispo de Avellaneda-Lanús, Rubén Oscar Frassia, e o Bispo de Jujuy, César Daniel Fernández. Seu lema Aquí estoy, envíame (“Eis-me aqui, envia-me”) vem de Isaías 6:8. Como bispo auxiliar, Ares foi também vigário episcopal para a região de Devoto a partir de 2015 e a partir de 2021 também para a pastoral, bem como assessor do departamento para os movimentos eclesiais , associações e novas comunidades espirituais e continua a ser assessor da Ação Católica. Na Conferência Episcopal Argentina dirige desde 2017 a Comissão de Pastoral Carcerária. Foi também Subsecretário do primeiro Sínodo Diocesano da Arquidiocese de Buenos Aires em 2021.
O Papa Francisco o nomeou Bispo de San Carlos de Bariloche em 19 de maio de 2023. A inauguração ocorreu em 21 de julho do mesmo ano.